# География Гоа

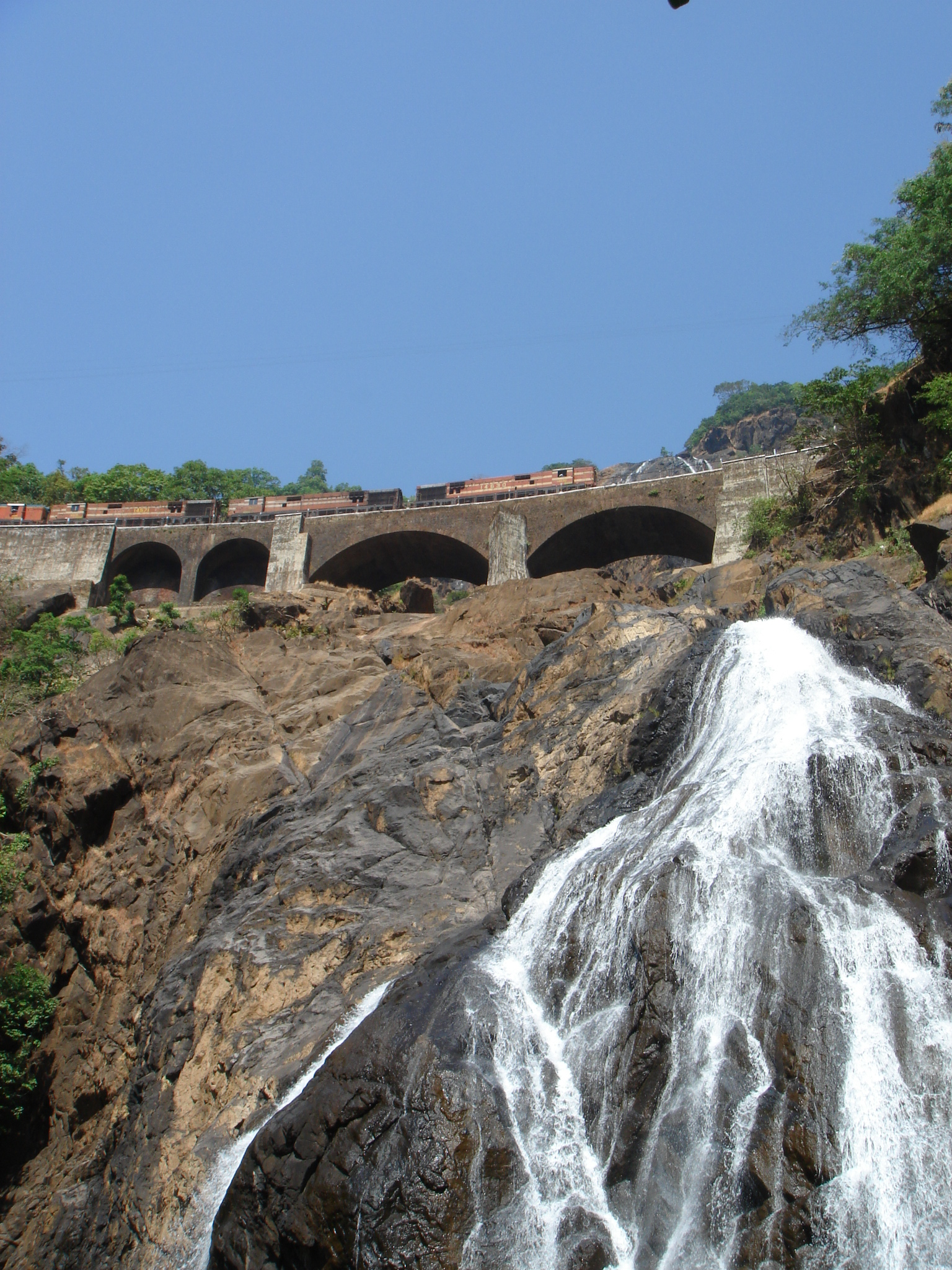
Водопады на реке Мандови в Гоа (высота 310 м над уровнем моря)

Гоа — самый маленький по площади штат Индии.
Штат занимает площадь 3702 км² и расположен между северной широтой 14 ° 53’54 « и 15 ° 40’00» и западной долготой 73 ° 40’33 «E и 74 ° 20’13» E. Большую часть территории Гоа занимает прибрежная равнина Конкан. Равнина переходит в горы Западные Гаты, являющиеся отрогами плато Декан.

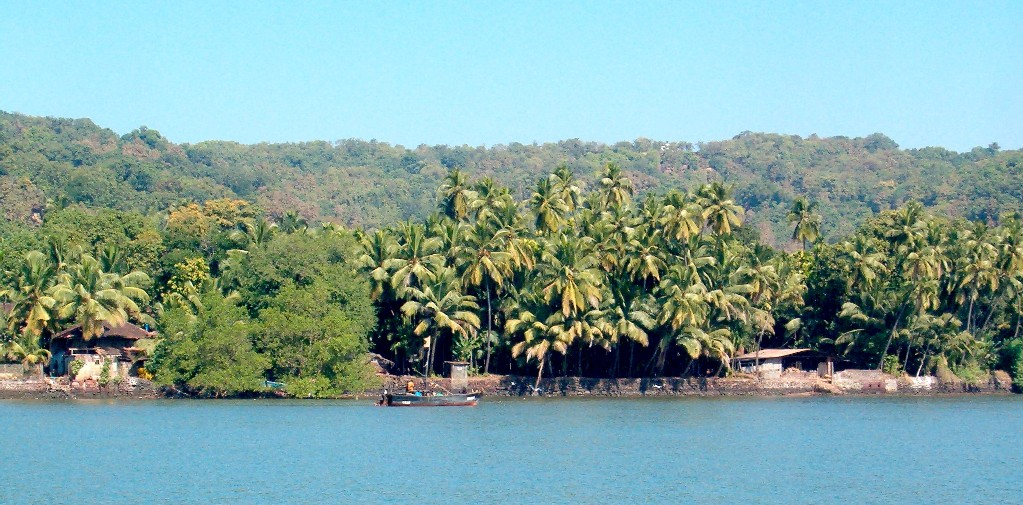
Типичный вид на Конкан (пляж Дабхол)

Наивысшей точкой является гора Сонсогор — 1166 м. Высота горы Вакуерим : 1066.8 м. ; Морлемлад : 1036.32 м. ; Катланчимаули : 802.538 м. Длина береговой линии Гоа составляет 101 км.
Через штат протекают такие крупные реки как Мандови, Зуари, Терекол, Чапора и Сал. Гавань Мормугао в устье реки Чапора является одной из лучших естественных гаваней Южной Азии.
Зуари и Мандови Мандави обеспечивают большую часть речного стока региона, Зуари имеет длину 34 км, Мандови — 77 км, из которых 52 км в Гоа и 29 км — в штате Карнатака, где находятся истоки этой реки. Эти две реки соединяет канал. Общая длина судоходных рек Гоа составляет 253 км.
В Гоа находится более сотни целебных источников.
Почвы в Гоа имеют красноватый оттенок. Долины рек имеют аллювиальные суглинистые почвы. Почвы богаты минералами и гумусом и используются для выращивания различных сельскохозяйственных культур.